# Nurscia sequerai
Nurscia sequerai är en spindelart som först beskrevs av Simon 1892.  Nurscia sequerai ingår i släktet Nurscia och familjen stenspindlar. Inga underarter finns listade i Catalogue of Life.